# 科里 (拉齊奧)
科里（義大利語：Cori）是位於義大利中部拉齊奧大區拉蒂納省的一個市鎮。
科里的歷史起源自羅馬發展初期（西元前7至6世紀）。同盟者戰爭之後，科里被羅馬佔領，但有一定的自治權。中世紀時期，科里多次成為戰場。直到1234年才被羅馬教皇奪回。